# Водопой (Гомельская область)
Водопой (бел. Вадапо́й) — посёлок в Черетянском сельсовете Гомельского района Гомельской области Республики Беларусь.

## География

### Расположение
В 7 км от железнодорожной станции Диколовка (на линии Гомель — Чернигов), 36 км на юго-восток от Гомеля.

### Гидрография
На реке Терюха (приток реки Сож).

## Транспортная сеть
Транспортные связи по просёлочной, затем автомобильной дороге Тереховка — Гомель. Планировка состоит из короткой, почти прямолинейной улицы, ориентированной с юго-востока на северо-запад. Застройка деревянная усадебного типа.

## История
Основан в начале XX века переселенцами из соседних деревень. В 1926 году работало отделение связи, центр (с 8 декабря 1926 года по 30 декабря 1927 года) Водопойского сельсовета Добрушского района Гомельского округа. В 1930 году организован колхоз «Водопой», работали кузница и ветряная мельница. Во время Великой Отечественной войны 4 жителя погибли на фронте. В 1959 году в составе колхоза «Первомайский» (центр — деревня Маковье).

## Население

### Численность
- 2004 год — 5 хозяйств, 5 жителей

### Динамика
- 1926 год — 16 дворов, 88 жителей
- 1959 год — 84 жителя (согласно переписи)
- 2004 год — 5 хозяйств, 5 жителей